# Henri Gustave Muehlenbeck
Ne doit pas être confondu avec Eugène Mühlenbeck.
Henri Gustave Muehlenbeck, connu aussi sous le nom de Heinrich Gustav Mühlenbeck est un médecin français et un collectionneur botaniste né le 2 juin 1798 à Sainte-Marie-aux-Mines (Haut-Rhin) et décédé le 21 novembre 1845 à Mulhouse). Il est connu pour son travail sur les bryophytes.

## Biographie
Il a étudié la médecine et la chirurgie à Strasbourg et à Paris. En 1822, il devient médecin généraliste à Guebwiller et à partir de 1833, il a vécu et travaillé à Mühlhausen,. Il fut membre fondateur de la Société médicale du Haut-Rhin. 
Au cours de sa carrière, il a collaboré avec Jean-Baptiste Mougeot, un botaniste connu pour ses investigations sur la flore des Vosges. On se souvient de lui pour ses recherches sur la flore cryptogamique suisse ; en 1839, il accompagna Philipp Bruch et Guillaume Philippe Schimper lors d'une excursion botanique dans les Alpes et, en 1844, se rendit dans le canton des Grisons.
En 1841, le genre Muehlenbeckia a été nommé en son honneur par le botaniste suisse Carl Meissner. En outre, les taxons ayant l'épithète spécifique de muehlenbeckii sont nommés d'après son nom. Exemples, :
- Bryum muehlenbeckii, bryum à feuilles concaves (« fil mousse de Muehlenbeck »)
- Dicranum muehlenbeckii, dicrane laineux,
- Grimmia muehlenbeckii, grimmie à deux crêtes.